# Büttnau (Lauchert)
Die Büttnau ist ein etwa 7,8 km langer, westlicher und rechter Zufluss der Lauchert in den baden-württembergischen Landkreisen Sigmaringen und Zollernalbkreis.

## Geographie

### Verlauf
Die Büttnau entspringt in Winterlingen auf ca. 772 m ü. NHN und fließt von dort ostwärts durch ein größtenteils bewaldetes Tal zur Lauchert, wo sie auf 627 m ü. NHN etwa auf halber Strecke zwischen Veringenstadt und Veringendorf von rechts und Osten mündet.
Der 7,8 km lange Lauf der Büttnau endet 145 Höhenmeter unterhalb ihrer dauerhaften Quelle, er hat somit ein mittleres Sohlgefälle von etwa 18 ‰.

### Einzugsgebiet
Das Einzugsgebiet ist rund 56 km² groß und gehört naturräumlich gesehen zur Mittleren Flächenalb. Sein höchster Punkt liegt im Nordwesten auf dem Engen Rain auf 928,6 m ü. NHN nahe dem Flugplatz Albstadt-Degerfeld bzw. auf dem Bocksberg mit 928,5 m ü. NHN südlich von Bitz. Die Hochfläche der Mittleren Flächenalb ist verkarstet und daher sehr arm an Oberflächengewässern. Die Büttnau fließt im Süden ihres Einzugsgebiets und hat keine größeren Zuflüsse.
Das Einzugsgebiet liegt zwischen dem der Fehla im Norden und der Schmeie im Süden.
Es stehen der Mittlere und der Höhere Oberjura an.

## Naturschutz und Schutzgebiete

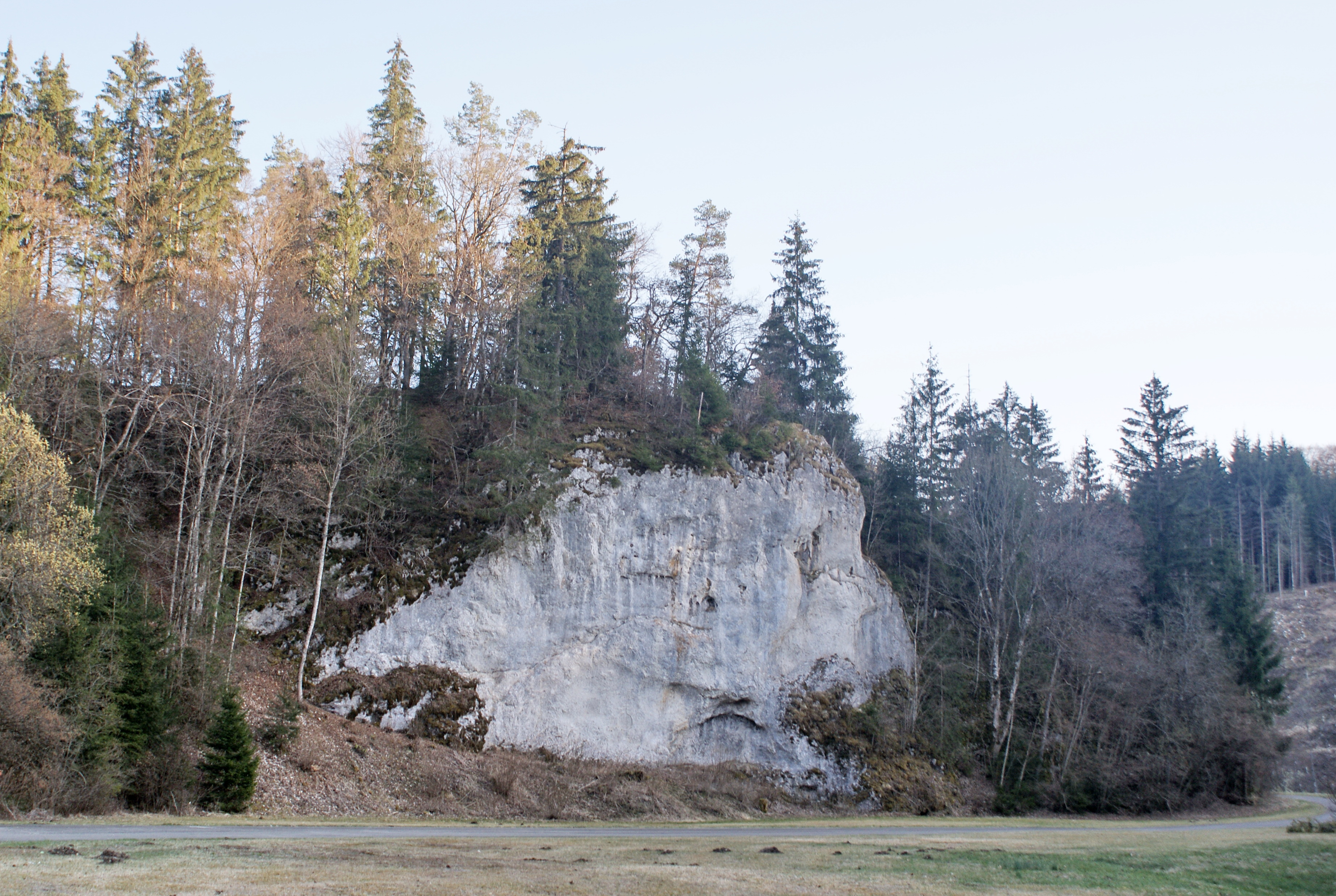
Unterlauf mit Felixfelsen

Der Unterlauf der Büttnau ist als gleichnamiges Landschaftsschutzgebiet ausgewiesen.

### LUBW
Amtliche Online-Gewässerkarte mit passendem Ausschnitt und den hier benutzten Layern: Lauf und Einzugsgebiet der Büttnau

Allgemeiner Einstieg ohne Voreinstellungen und Layer: Daten- und Kartendienst der Landesanstalt für Umwelt Baden-Württemberg (LUBW) (Hinweise)
1. ↑  Höhe nach dem Höhenlinienbild auf dem Hintergrundlayer Topographische Karte.
2. ↑  Höhe nach grauer Beschriftung auf dem Hintergrundlayer Topographische Karte.
3. ↑  Länge nach dem Layer Gewässernetz (AWGN).
4. ↑  Einzugsgebiet nach dem Layer Basiseinzugsgebiet (AWGN).
5. ↑  Höhe nach schwarzer Beschriftung auf dem Hintergrundlayer Topographische Karte.
6. ↑  Schutzgebiete nach den einschlägigen Layern, Natur teilweise nach dem Layer Biotop.

### Andere Belege
1. ↑  Friedrich Huttenlocher: Geographische Landesaufnahme: Die naturräumlichen Einheiten auf Blatt 178 Sigmaringen. Bundesanstalt für Landeskunde, Bad Godesberg 1959. → Online-Karte (PDF; 4,3 MB)